# Runaway Bay (Teksas)
Runaway Bay je grad u američkoj saveznoj državi Teksas. Prema popisu stanovništva iz 2010. u njemu je živjelo 1.286 stanovnika.